# Chiesa di Santa Gertrude (Vandergrift)
La chiesa di Santa Gertrude è un luogo di culto cattolico di Vandergrift, contea di Westmoreland, in Pennsylvania, inaugurato nel 1911, situato al 311 di Franklin Avenue.

## Descrizione
La chiesa di Santa Gertrude è stata progettata dal noto architetto John T. Viene, completata e consacrata nel 1911. La chiesa, in stile romanico, richiama l'architettura italiana. La facciata è serrata da due campanili identici tra di loro, e presenta un rosone monumentale.
Il complesso di santa Gertrude è caratterizzato da tre edifici: la chiesa, la canonica, la Cardinal Maida Academy, scuola materna e primaria. Tra la chiesa e la scuola un tempo sorgeva un quarto edificio, un convento di suore benedettine, che hanno insegnato presso la scuola fino alla fine del XX secolo, quando le sorelle sono state sostituite da insegnanti certificati statali, nel rispetto delle norme federali riguardo alla formazione. Il convento fu demolito nei primi anni del XXI secolo, ed il parcheggio della chiesa è stato ampliato occupando così lo spazio dell'ex convento.
Molte delle suore benedettine che hanno insegnato alla scuola ed alloggiato nel convento sono state trasferite con delle suore benedettine di Pittsburgh, in un convento a Bakertown.
Sulla facciata della chiesa vi è la frase latina "Adorate Dominum in aula sancta eius", che significa "Adorate il Signore nel suo santo palazzo.".
Dal 1983 l'edificio fa parte del National Register of Historic Places.